# Camille Cousset
Camille Cousset, né le 16 janvier 1833 à Chambon-Sainte-Croix (Creuse) et mort le 12 juillet 1895 à Bussière-Saint-Georges (Creuse), est un homme politique français.

## Biographie
Fils d'un proscrit de 1851 réfugié à Chambéry, il commence sa carrière comme avocat à Chambéry. Il est procureur de la République de septembre 1870 à mai 1871. Il s'installe ensuite comme avocat à Limoges. Il est député de la Creuse de 1885 à 1893 et siège au groupe de la Gauche radicale. 

## Sources
- « Camille Cousset », dans Adolphe Robert et Gaston Cougny, Dictionnaire des parlementaires français, Edgar Bourloton, 1889-1891 [détail de l’édition]
- « Camille Cousset », dans le Dictionnaire des parlementaires français (1889-1940), sous la direction de Jean Jolly, PUF, 1960 [détail de l’édition]